# Modesta Justė Morauskaitė
Modesta Justė Morauskaitė (* 2. Oktober 1995 in Vilnius) ist eine litauische Sprinterin und Hürdenläuferin, die sich auf die 400-Meter-Distanz spezialisiert hat. Zudem war sie auch als Snowboarderin aktiv.

## Sportliche Laufbahn
Erste internationale Erfahrungen sammelte Modesta Justė Morauskaitė im Jahr 2011, als sie bei den Jugendweltmeisterschaften nahe Lille im 400-Meter-Lauf mit 55,55 s im Halbfinale ausschied und anschließend über diese Distanz beim Europäischen Olympischen Jugendfestival (EYOF) in Trabzon in 54,07 s siegte. 2013 belegte sie bei den Junioreneuropameisterschaften in Rieti in 54,76 s den achten Platz und im Jahr darauf schied sie bei den Juniorenweltmeisterschaften in Eugene mit 54,25 s im Halbfinale aus. Zudem nahm sie erstmals an den Europameisterschaften in Zürich teil, scheiterte dort aber mit 55,87 s in der ersten Runde und auch mit der litauischen 4-mal-400-Meter-Staffel erreichte sie mit 3:36,25 min nicht das Finale. 2015 schied sie bei den U23-Europameisterschaften in Tallinn mit 55,29 s in der ersten Runde aus und 2017 belegte sie bei den U23-Europameisterschaften in Bydgoszcz in 54,06 s den siebten Platz. 
Bei den Leichtathletik-Europameisterschaften 2018 in Berlin schied sie im Einzelbewerb mit 52,68 s in der Vorrunde aus und erreichte auch mit der Staffel in 3:37,73 min nicht das Finale. Bei den IAAF World Relays 2019 in Yokohama schied sie mit 3:38,72 min im Vorlauf aus und anschließend erreichte sie bei den Europaspielen in Minsk mit der gemischten 4-mal-400-Meter-Staffel in 3:23,75 min Rang 16. 2021 erreichte sie bei den Halleneuropameisterschaften in Toruń das Halbfinale, in dem sie mit 53,20 s ausschied und auch bei den Hallenweltmeisterschaften im Jahr darauf in Belgrad schied sie mit 52,00 s im Semifinale aus. Anfang Juni siegte sie in 51,34 s beim Memoriał Ireny Szewińskiej und anschließend schied sie bei den Weltmeisterschaften in Eugene mit 52,19 s im Semifinale aus und anschließend schied sie auch bei den Europameisterschaften in München mit 51,70 s im Halbfinale aus. 2023 wurde sie bei der 2. Liga der Team-Europameisterschaft im Zuge der Europaspiele in Chorzów in 51,61 s Zweite über 400 Meter und gelangte mit der Mixed-Staffel mit 3:15,95 min auf Rang vier. Zudem belegte sie mit der 4-mal-100-Meter-Staffel in 44,06 s den dritten Platz. Anschließend erreichte sie bei den Weltmeisterschaften in Budapest das Halbfinale und schied dort mit 52,15 s aus. Im Jahr darauf schied sie bei den Europameisterschaften in Rom mit 52,95 s im Semifinale aus. Anschließend schied sie bei den Olympischen Sommerspielen in Paris mit 51,33 s in der Hoffnungsrunde aus.
In den Jahren 2015 und 2019 sowie 2023 und 2024 wurde Morauskaitė litauische Meisterin im 400-Meter-Lauf sowie 2020 und 2021 über 400 m Hürden und 2022 im 200-Meter-Lauf. 2024 wurde sie zudem Landesmeisterin in der 4-mal-100-Meter-Staffel. In der Halle siegte sie 2012, 2018 und 2020 über 400 Meter.
Neben der Leichtathletik war sie auch als Snowboarderin aktiv und nahm an mehreren Juniorenmeisterschaften teil. Zudem wurde sie 2011 litauische Meisterin im Snowboardcross.

## Persönliche Bestzeiten
- 200 Meter: 23,26 s (+1,4 m/s), 26. Juni 2022 in Šiauliai
  - 200 Meter (Halle): 23,7 s, 28. Januar 2022 in Valencia
- 400 Meter: 50,49 s, 25. Mai 2022 in Huelva (litauischer Rekord)
  - 400 Meter (Halle): 51,63 s, 2. März 2022 in Madrid (litauischer Rekord)
- 400 m Hürden: 56,28 s, 19. Juni 2021 in Stara Sagora